# Ритген
Ритген (њем. Riethgen) општина је у њемачкој савезној држави Тирингија. Једно је од 55 општинских средишта округа Земерда. Према процјени из 2010. у општини је живјело 259 становника. Посједује регионалну шифру (AGS) 16068043.

## Географски и демографски подаци
Ритген се налази у савезној држави Тирингија у округу Земерда. Општина се налази на надморској висини од 131 метра. Површина општине износи 6,8 km². У самом мјесту је, према процјени из 2010. године, живјело 259 становника. Просјечна густина становништва износи 38 становника/km².